# Monument voor Vincenzo Bellini

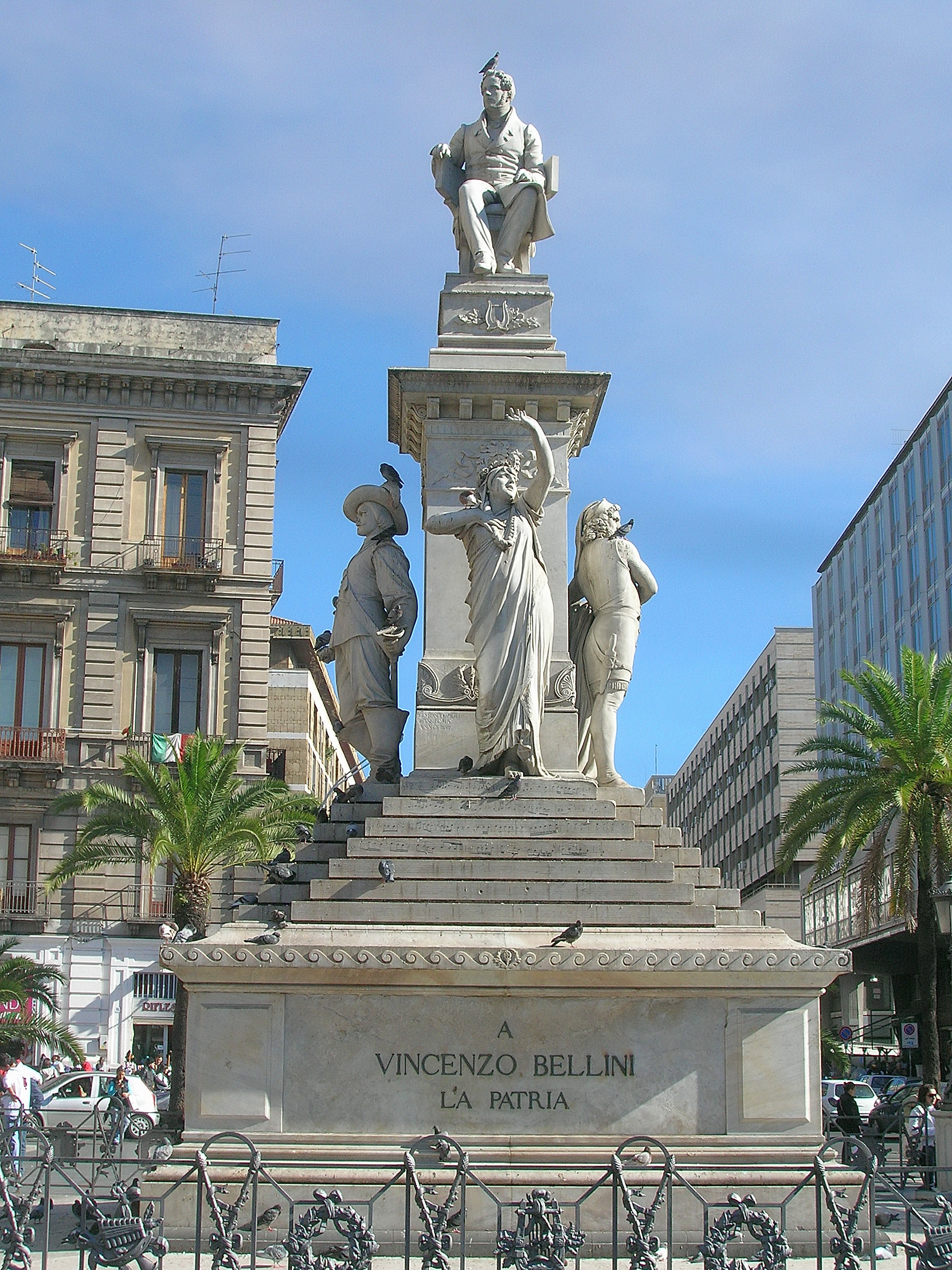
Standbeeld voor Vincenzo Bellini in Catania, Italië

Het Monument voor Vincenzo Bellini, een componist geboren in Catania op Sicilië, staat in zijn geboortestad. Het staat op het plein Piazza Stesicoro, hetzelfde plein waar de ruïne van het Romeins amfitheater van Catania te vinden is, doch het beeld staat dichter bij de Via Etnea. Bellini ligt begraven in de kathedraal van Catania aan diezelfde Via Etnea.

## Beschrijving
Het monument is volledig uit wit marmer gemaakt. Het is vijftien meter hoog en telt vijf standbeelden. Het grootste beeld stelt een zittende Vincenzo Bellini voor die een operapartituur over zijn linker knie open liggen heeft. Lager staan vier kleinere beelden. Ze stellen hoofdpersonages voor uit vier van zijn opera’s. In het westen staat Norma uit de opera Norma; in het noorden Ernest uit Il Pirata; in het oosten Amina uit La Sonnambula en in het zuiden Arturo uit I Puritani.
Het geheel rust op zeven brede treden die de zeven muzieknoten voorstellen en hieronder ligt een voetstuk van drie meter hoog. Aan de westkant van de voet staat de inscriptie A Vincenzo Bellini – La Patria: aan Vincenzo Bellini, het vaderland.

## Historiek
De stad Catania bestelde het monument bij beeldhouwer Giulio Monteverde (1837-1917). In 1882 werd het standbeeld ingewijd. Monteverde was nadien senator voor het leven van het koninkrijk Italië: vanaf 1889.